# Andy i prehistoryczne przygody
Andy i prehistoryczne przygody (ang. Andy's Prehistoric Andventures, 2016) – brytyjski serial popularnonaukowy, w Polsce emitowany od 2016 roku

## Fabuła
Andy wyrusza w podróż do przeszłości w poszukiwaniu prehistorycznych przedmiotów, które mają być częścią specjalnej wystawy w muzeum. W trakcie swojej wędrówki bohater programu przeżywa wiele nadzwyczajnych przygód.

## Obsada
- Andy Day – Andy
- Puja Punchkoty – Jen
- Elaine Claxton – Mrs Pickles

## Wersja polska
W Polsce serial był emitowany na kanale BBC Cbeebies od 2 maja 2016 roku.
W wersji polskiej wystąpili:
- Krzysztof Grabowski – Andy
- Joanna Rybka – Jen
- Małgorzata Brajner – pani Pickles

Dialogi: Małgorzata Musiała
Realizacja dźwięku: Marcin Kalinowski
Reżyseria: Karolina Kinder
Kierownictwo produkcji: Paweł Żwan
Opracowanie wersji polskiej: Studio Tercja Gdańsk dla Hippeis Media International
Lektor tyłówki: Tomasz Przysiężny

## Nagrody i nominacje
- 2016: Nagroda Brytyjskiej Akademii Filmowej w kategorii dziecięcej Pre-School Live Action – nominacja[2][3]